# Hamburg-Ottensen
Ottensen är en stadsdel i stadsdelsdistriktet Hamburg-Altona i den tyska staden Hamburg. Här finns bland annat den stora och kända affärsgatan Ottenser Hauptstrasse samt badhuset Bismarckbad.

## Kommunikationer
I stadsdelen finns Hamburg Altona station som är en av Hamburgs största centralstationer för fjärrtåg, regionaltåg samt Hamburgs pendeltåg. Vidare finns även Ottensen samt Bahrenfeld station för pendeltågen.

## Bilder

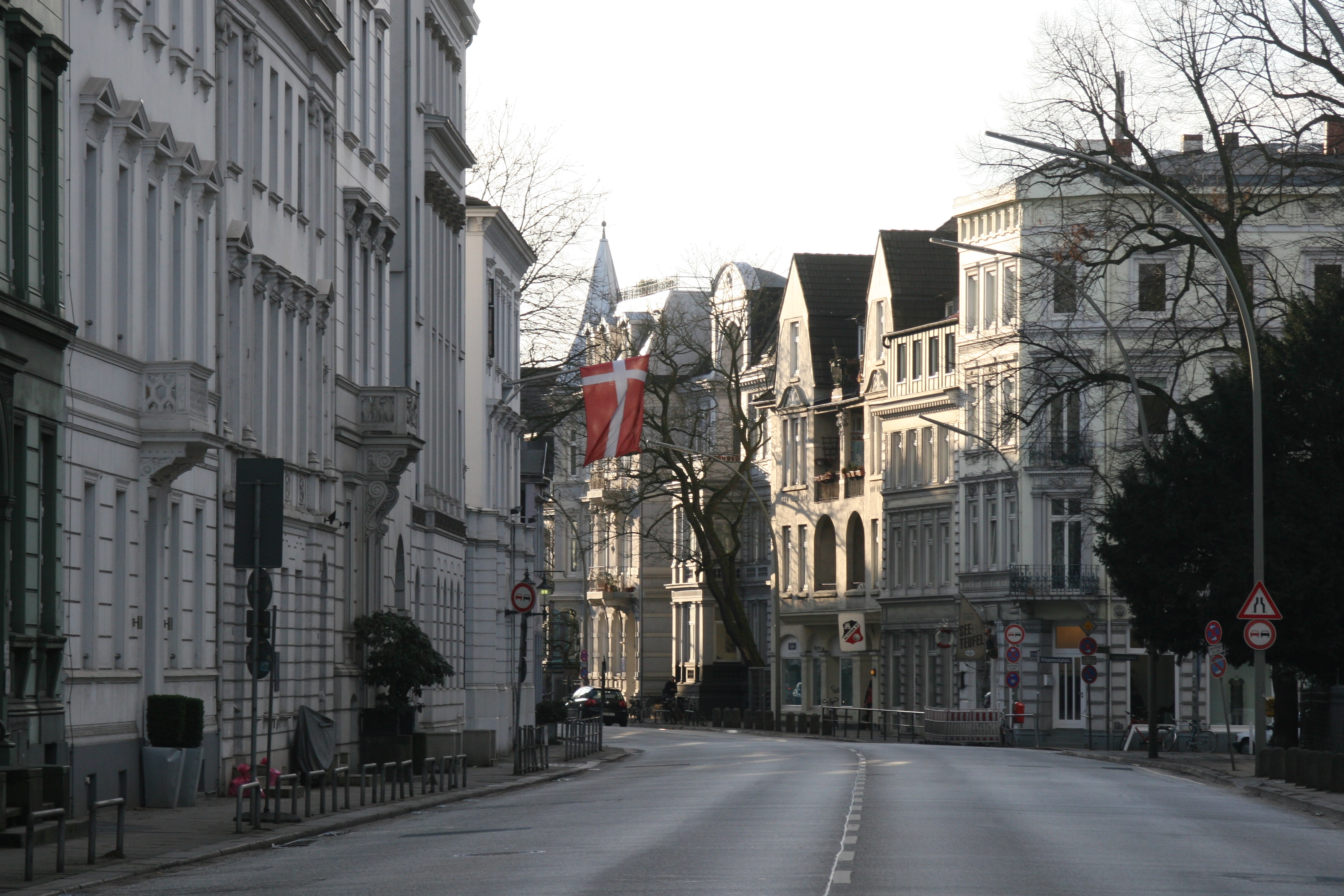
Elbchaussee
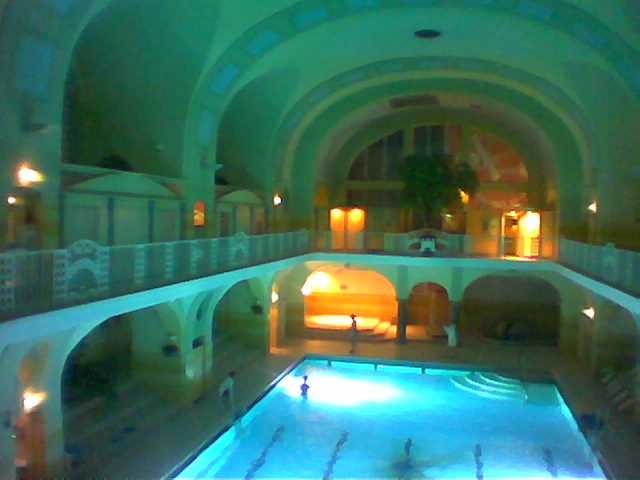
Bismarckbad
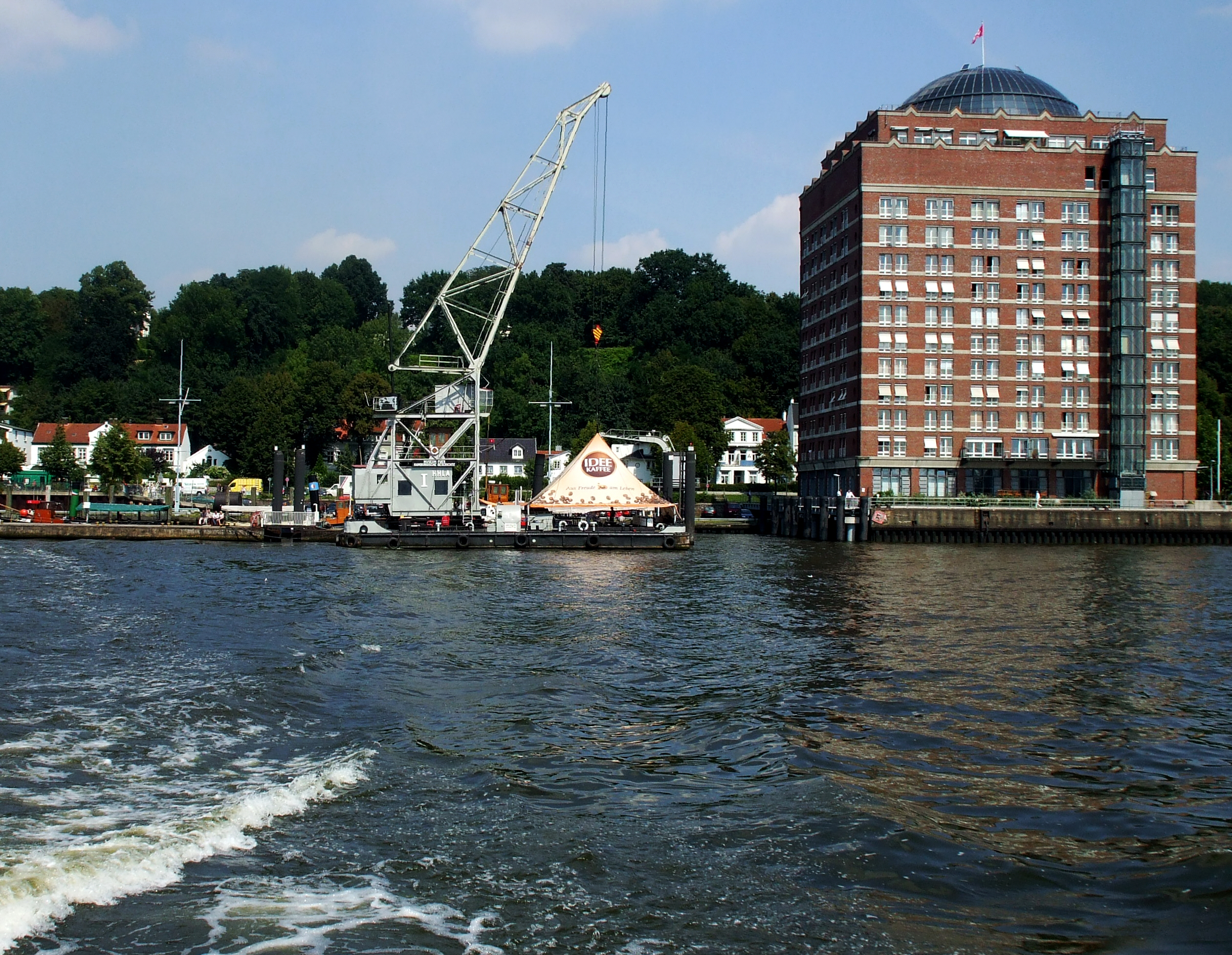
Elbufer
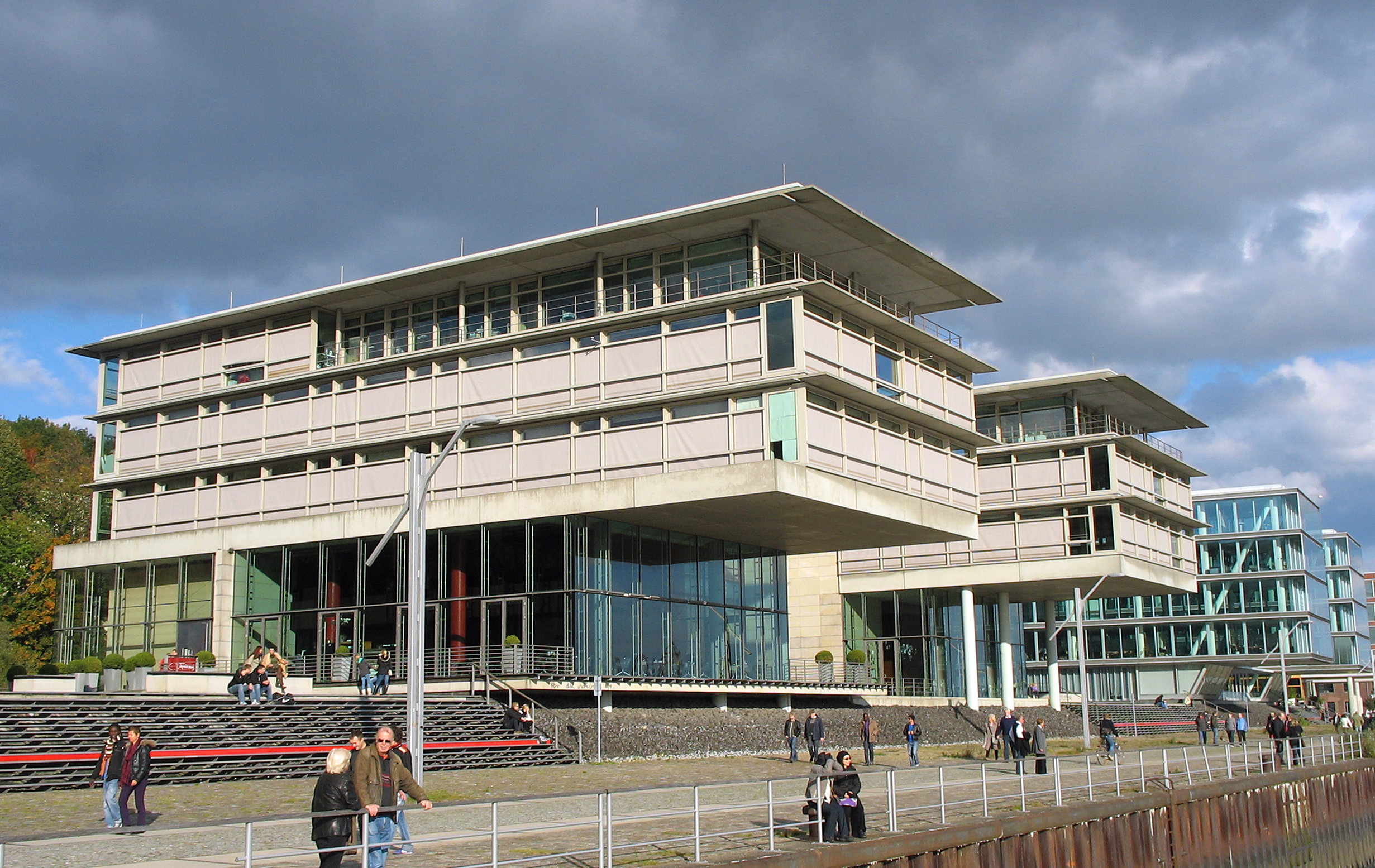
Neumühlen, högkvarter för Edel Music
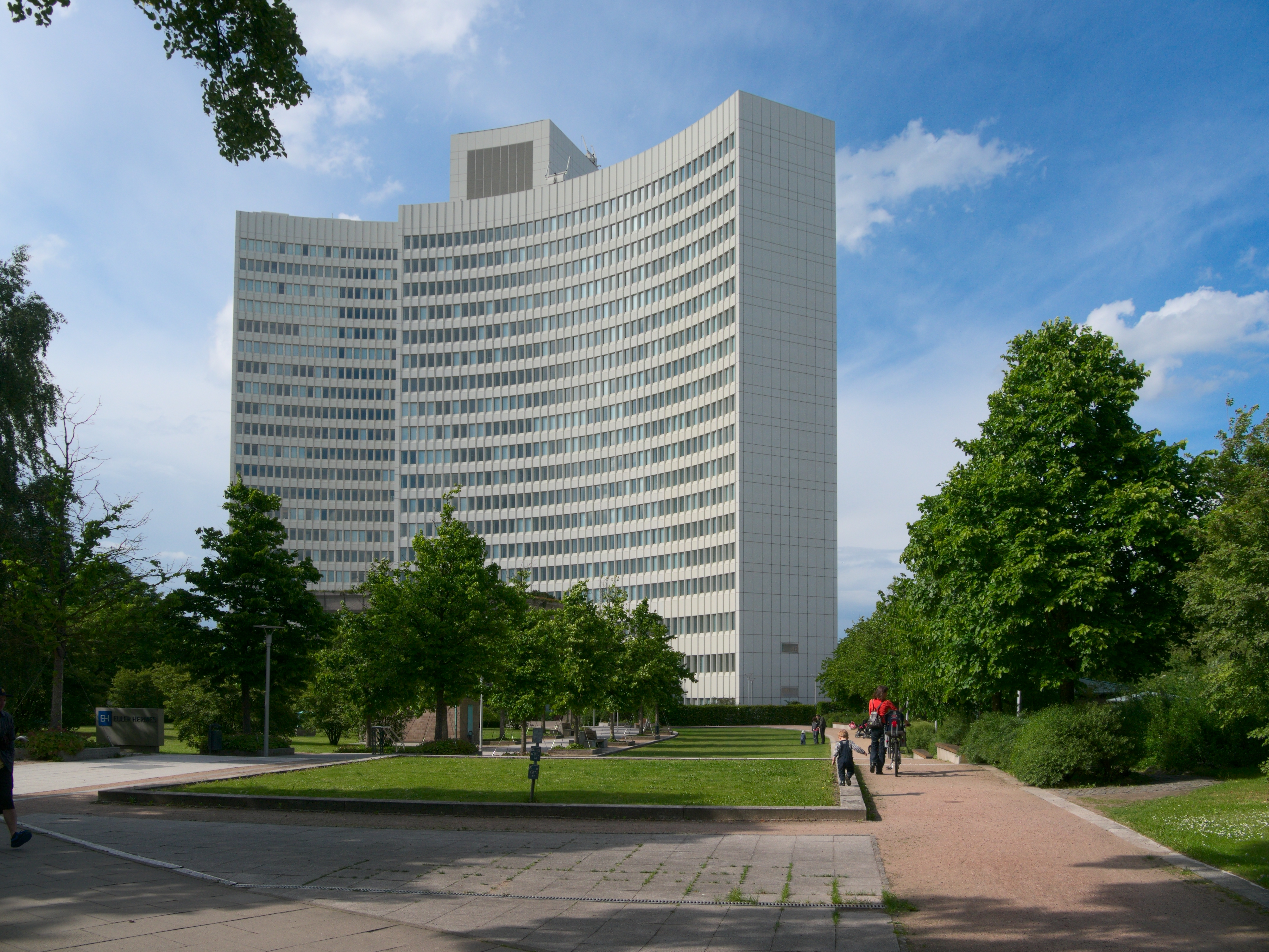
Euler-Hermes
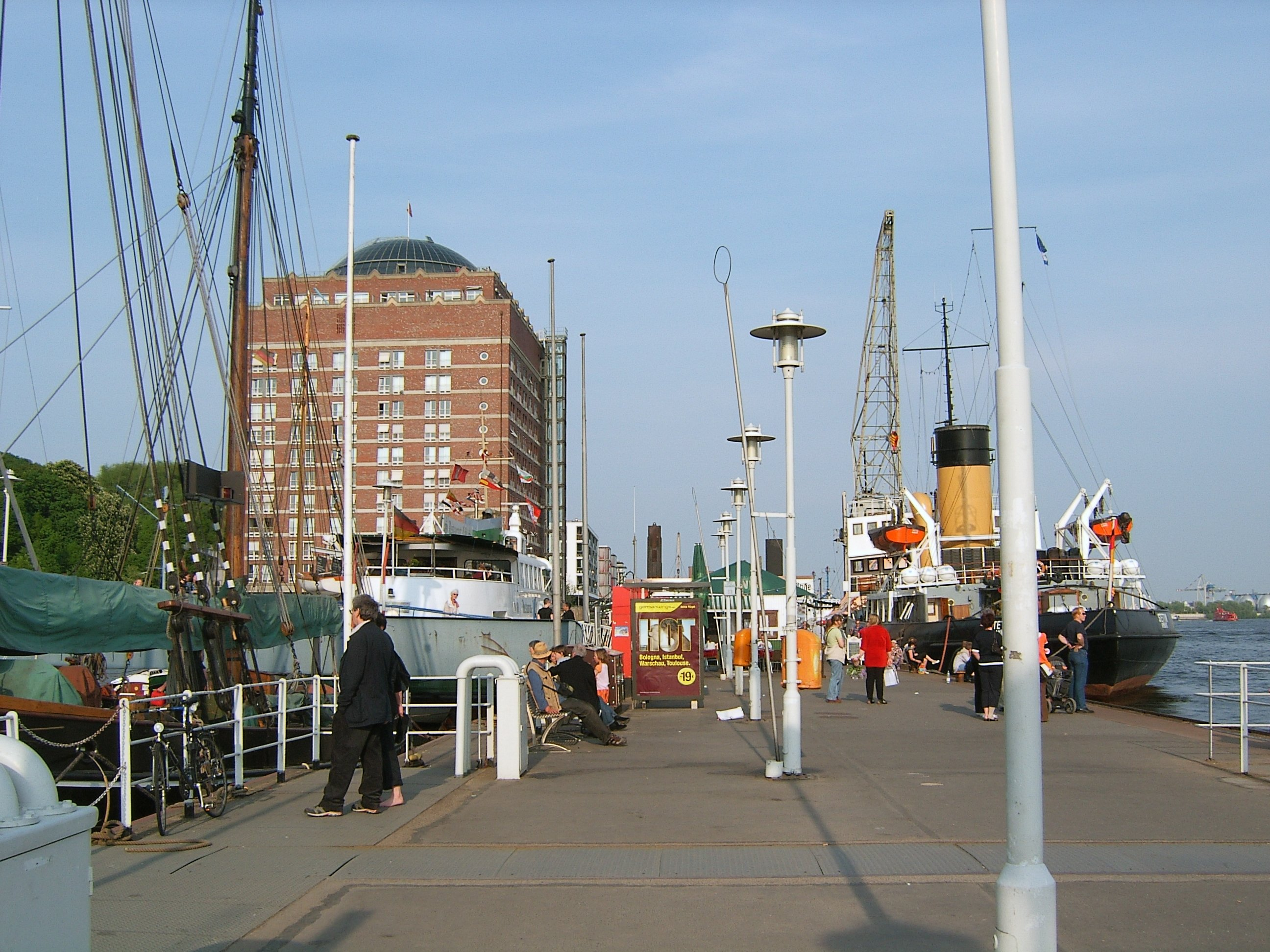
Kühlhaus